# Psychrolutes microporos
Psychrolutes microporos är en fiskart som beskrevs av Nelson, 1995. Psychrolutes microporos ingår i släktet Psychrolutes och familjen paddulkar. Inga underarter finns listade i Catalogue of Life.